# Cerkiew św. Aleksandra Newskiego w Kopenhadze
Cerkiew św. Aleksandra Newskiego – prawosławna cerkiew w Kopenhadze, wzniesiona w 1881. Świątynia parafialna.

## Historia
Cerkiew domowa pod wezwaniem św. Aleksandra Newskiego istniała w Kopenhadze od połowy XVIII wieku na terenie ambasady rosyjskiej. Obecny budynek powstał w 1881 na życzenie carycy Marii Fiodorowny, z pochodzenia księżniczki duńskiej. Na koszt państwa rosyjskiego w 1881 wykupiona została działka przy ul. Bredgade, zaś środki na budowę świątyni pochodziły zarówno z funduszy rządowych, jak i z prywatnej kasy cara Aleksandra III. Autorem projektu cerkwi był profesor Dawid Grimm, zaś budowę współnadzorowali dyrektor duńskiej akademii sztuki F. Meldals i architekt miejski A. Jensen. Poświęcenie gotowej cerkwi miało miejsce 10 września 1881 w obecności Aleksandra III z żoną i dziećmi: carewiczem Mikołajem, wielkim księciem Jerzym i wielką księżną Ksenią, a także królowej greckiej Olgi i króla Danii Chrystiana IX. 
Po rewolucji październikowej cerkiew znalazła się w jurysdykcji Egzarchatu Zachodnioeuropejskiego Rosyjskiego Kościoła Prawosławnego. W 1928 odbyły się w niej nabożeństwo pogrzebowe Marii Fiodorowny, które odprawił egzarcha metropolita Eulogiusz (Gieorgijewski). Po przejściu metropolity Eulogiusza w jurysdykcję patriarchy Konstantynopola cerkiew stała się siedzibą parafii należącej do Zachodnioeuropejskiego Egzarchatu Parafii Rosyjskich, jednak od lat 60. parafianie czynili starania na rzecz przejścia w jurysdykcję eparchii berlińskiej i niemieckiej Rosyjskiego Kościoła Prawosławnego poza granicami Rosji, zakończone powodzeniem w 1983. Wybór ten nie został zaakceptowany przez wszystkich parafian. W 2000 część z nich założyła odrębną parafię.